# Dolichopeza (Dolichopeza) bickeli
Dolichopeza (Dolichopeza) bickeli is een tweevleugelige uit de familie langpootmuggen (Tipulidae). De soort komt voor in het Australaziatisch gebied.